# Romanów (Łódź-est)
Pour les articles homonymes, voir Romanów.
Romanów (prononciation [rɔˈmanuf]) est un village de la gmina de Rzgów, du powiat de Łódź-est, dans la voïvodie de Łódź, situé dans le centre de la Pologne.
Il se situe à environ 9 kilomètres aà l'est de Rzgów (siège de la gmina) et 17 kilomètres au sud-est de Łódź (siège du powiat et capitale de la voïvodie).
Sa population s'élve approximativement à 260 habitants.

## Administration
De 1975 à 1998, le village était attaché administrativement à l'ancienne voïvodie de Łódź.

Depuis 1999, il fait partie de la nouvelle voïvodie de Łódź.